# Русскій Голосъ
«Русскій Голосъ» — москвофільський тижневик, виходив у Едмонтоні (Канада) 1913 — 16; видання «Русского Издательского Общества». Друкувався російською та українською мовами (етимологічним правописом). Редактори — В. Гладик, В. Черняк (з 1914).
«Русскій Голос» — тижневик правого крила галицьких москвофілів, виходив російською мовою у Львові 1922-39; пропагував єдність з Росією, співпрацю з російською меншістю у Польщі і російськими білоемігрантами.